# Janina Krzemińska-Freda
Janina Krzemińska-Freda (ur. 24 lutego 1942 w Łodzi) – polska botaniczka, dyrektor Ogrodu Botanicznego w Łodzi (1970–2008).

## Życiorys
W 1966 ukończyła studia na Wydziale Biologii i Nauk o Ziemi Uniwersytetu Łódzkiego i podjęła pracę jako stażystka Ogrodu Botanicznego w Łodzi, wykonując początkowo prace fizyczne. W 1967 została w nim referentem technicznym. Od 1 stycznia 1970 do 31 marca 2008 pełniła funkcję dyrektora Ogrodu Botanicznego w Łodzi. W 1988 uzyskała stopień doktora.
Należy do Polskiego Towarzystwa Botanicznego (od 1965), Oddziału Łódzkiego Stowarzyszenia Inżynierów i Techników Ogrodnictwa NOT (od 1967), którego w latach 1988–1994 była prezesem. Jest członkiem Północnoamerykańskiego Towarzystwa Liliowego (od 1987), należała do Polskiego Towarzystwa Miłośników Lilii (1986–1992). Od 2008 jest członkiem zarządu, a od 2015 prezesem Towarzystwa Przyjaciół Ogrodu Botanicznego oraz członkiem Stowarzyszenia „Film–Przyroda–Kultura”. Publikuje na temat fitosocjologii, biologii roślin oraz działalności Ogrodu Botanicznego w Łodzi. Jest współautorką serii książek „Parki i ogrody Łodzi” m.in. wraz z: Ryszardem Bonisławskim i Grażyną Ojrzyńską.
Mieszka na Widzewie.

## Odznaczenia
- Srebrna Honorowa Odznaka NOT (1981),
- Honorowa Odznaka Miasta Łodzi (1982),
- Odznaka „Zasłużony Pracownik Gospodarki Terenowej i Ochrony Środowiska” (1984),
- Złota Honorowa Odznaka NOT (1987),
- Srebrny Krzyż Zasługi (1987)[1],
- Odznaka „Za Zasługi dla Miasta Łodzi” (2004)[6]